# Herkules (IT-Projekt)

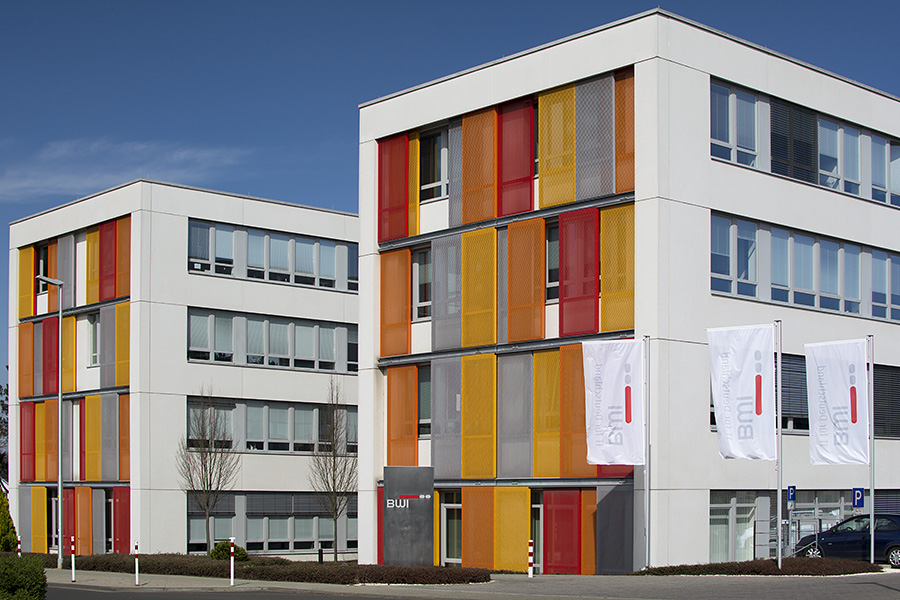
Sitz der BWI in Meckenheim – Merl

HERKULES war ein Projekt der deutschen Bundeswehr zur Standardisierung und Modernisierung ihrer nichtmilitärischen Informations- und Kommunikationstechnologie (IKT) und Einführung von SASPF. Es begann Ende 2006 und wurde am 27. Dezember 2016 planmäßig abgeschlossen.
Alle Bundeswehrstandorte wurden bis 2012 mit neuer IKT ausgestattet und werden seither von der BWI betrieben. Im Laufe von zehn Jahren wurden dafür insgesamt 140.000 Computerarbeitsplätze, 7000 Server, 300.000 Festnetz-Telefone und 15.000 Mobiltelefone an 1.500 Standorten in Deutschland auf einer gemeinsamen Systembasis eingerichtet.

## Ausschreibung und Projektvergabe
Die Ausschreibung für das Projekt sah vor, alle Bundeswehrstandorte für die Summe von 6,65 Milliarden Euro mit neuer Informations- und Telekommunikationstechnik auszustatten und die Infrastruktur zu betreiben. Dazu haben das Bundesministerium der Verteidigung und ein privatwirtschaftliche Konsortium eine eigene Gemeinschaftsfirma gegründet, an der das Konsortium mit 50,1 und das Ministerium mit 49,9 Prozent beteiligt waren.
Im Juli 2004 hat das Verteidigungsministerium die seit 2002 andauernden Verhandlungen mit dem Firmenkonsortium Isic 21 (bestehend aus den Firmen CSC, Mobilcom und EADS) um das IT-Projekt HERKULES ergebnislos abgebrochen, da das Konsortium die ausgeschriebenen Leistungen nicht zur Kostenobergrenze von 665 Millionen Euro/Jahr erbringen konnte.
In der Folge wurden Verhandlungen mit der Bietergemeinschaft TIS aufgenommen. Dieses Konsortium bestand anfangs aus T-Systems (einer der drei Hauptgesellschaften der Deutschen Telekom AG), IBM, und Siemens Business Services (SBS). Die Telekom zog ihre Beteiligung jedoch mit der Begründung zurück, dass bei einem so großen Projekt ein Konsortialführer vorhanden sein müsse und verwies zudem auf ihre Erfahrungen aus dem Mautdebakel.
Nachdem das vom verbliebenen Konsortium SI (SBS und IBM) am 23. März 2005 abgegebene Angebot durch das Bundesamt für Informationsmanagement und Informationstechnik der Bundeswehr als verhandlungsfähig eingestuft wurde, begannen die Vertragsverhandlungen am 24. Mai 2005. Im September 2006 betrugen die Plankosten bereits 7,1 Mrd. Euro. Das Budget ist dabei gleichmäßig auf die gesamte Projektdauer von 10 Jahren verteilt. Am 13. Dezember 2006 wurde das Projekt schließlich vom Haushaltsausschuss des Bundestags gebilligt.
Am 28. Dezember 2006 gab das Auftragnehmerkonsortium SI, bestehend aus Siemens Business Service GmbH & Co. OHG (SBS) und IBM Deutschland GmbH (IBM), bekannt, vom Bundesamt für Informationsmanagement und Informationstechnik der Bundeswehr offiziell den Zuschlag für das HERKULES-Projekt erhalten zu haben.
Am gleichen Tag wurde das Gemeinschaftsunternehmen BWI Informationstechnik GmbH gegründet und später in die BWI GmbH eingebracht. Daran waren Siemens und IBM als gleichberechtigte Partner mit insgesamt 50,1 Prozent beteiligt: Siemens hielt 50,05 Prozent und IBM 0,05 Prozent der Anteile. Die restlichen 49,9 Prozent wurden von der Bundesrepublik Deutschland gehalten. Für Siemens war es nach eigenen Angaben der größte Auftrag der Firmengeschichte. Nach Angaben der Zeitung Financial Times Deutschland erhielten Siemens 60 Prozent und IBM 40 Prozent des Auftragswertes. Das HERKULES-Projekt gilt als derzeit größtes PPP-Projekt in Europa.
Am 22. November 2007 weihte Verteidigungsminister Franz Josef Jung den Neubau der HERKULES-Zentrale in der nordrhein-westfälischen Stadt Meckenheim ein.
Die Voraussetzung für das Projekt war die ausreichende LAN-Verkabelung. Mit der Organisation des Ausbaus wurde ebenfalls die BWI beauftragt. 2009 wurde bekannt, dass die Projektkosten sich angeblich um weitere rund 700 Mill. auf 7,8 Mrd. Euro erhöhen sollten, vor allem weil die LAN-Verkabelung in vielen Standorten schlechter war als bei den Vertragsverhandlungen angenommen.
Gegenüber der Presse kritisierte Verteidigungsminister Karl-Theodor zu Guttenberg im Mai 2010 die weiteren Kosten des Projektes: „Die Kostensprünge bei HERKULES, rund 700 Millionen Euro, sind inakzeptabel. […] Eine Kostendeckelung ist unvermeidbar, und es muss geklärt werden, welche Einheiten das System wirklich braucht.“ Diese drohenden Kostensteigerungen konnten vollständig vermieden werden.
Nach Angaben des Handelsblatt im Jahr 2010 bemängelten Nutzer und Projektleiter in einem internen Bericht des Verteidigungsministeriums zum Praxistest häufige Störungen und Systemausfälle. Nach diesen Anlaufschwierigkeiten bezeichnete Bernhard Rohleder, Hauptgeschäftsführer des IT-Verbands Bitkom das Projekt in einem Interview im Handelsblatt im Februar 2014 als Erfolgsmodell. In einer 2012 veröffentlichten Nutzerumfrage des Sozialwissenschaftlichen Instituts der Bundeswehr zeigte sich die Mehrheit der Nutzer zufrieden mit dem IT-Projekt: Seit der Erneuerung der IT habe sich ihre IT-Situation am Arbeitsplatz deutlich verbessert.
Am 27. Dezember 2016 endete das IT-Projekt HERKULES planmäßig. Die im HERKULES-Vertrag vereinbarten Leistungen wurden vom BWI-Leistungsverbund erbracht, so dass die Bundeswehr über eine konsolidierte, standardisierte und zentralisierte IT-Infrastruktur verfügt. Am 28. Dezember wurden die BWI-Gesellschaften zu 100-prozentigen Bundesgesellschaften und erhielten einen Folgeauftrag über den Betrieb und die Weiterentwicklung der Bundeswehr-IT. Die Gesellschaften des Leistungsverbundes wurden 2017 miteinander verschmolzen und zur BWI GmbH umbenannt.

## Projektablauf
Die zehn Jahre Laufzeit untergliederten sich in drei Phasen:
- Migrationsphase (Organisationsaufbau) = Ist-Betrieb: In dieser Zeit lief der Ist-Betrieb weiter. Nach und nach wurden Technik, Personal, Drittverträge und Anlagen der Bundeswehr zusammengeführt. Mit dem Jahr 2007 ging die Migrationsphase zu Ende.
- Modernisierung der Kommunikations- und Informationstechnik = Mischbetrieb: 2008 startete die Integrationsphase und beinhaltete den Umbau der Bundeswehr-IT in einen leistungsorientierten, modernen Zielbetrieb. Im August 2012 war in ca. 98 Prozent der Liegenschaften der Zielbetrieb erreicht.[10]
- Betriebsphase mit Betreuung und Wartung des Systems = Zielbetrieb: Nach Abschluss von Migrations- und Integrationsphase ist die gesamte nichtmilitärische Informations- und Kommunikationstechnik (IuK) der Bundeswehr auf aktuellem Stand. Seitdem erfolgt die Überwachung und Wartung der Systeme.

Die Modernisierung der IT- und Kommunikationslandschaft beinhaltet unter anderem:
- Erneuerung fast der gesamten IT- und Telefonie-Infrastruktur und -Hardware hin zu einem Next Generation Network
- Implementierung einer SAP-Software (SASPF)
- Erneuerung web-basierter Applikationen des Intranets
- Aktualisierung der Software, darunter das Kommunikationsprogramm Lotus Notes
- Aufbau einer Public Key Infrastruktur, um elektronische Dokumente zu unterzeichnen und zu verschlüsseln
- Einrichtung eines zentralen Kontrollzentrums auf der Bonner Hardthöhe, das bundesweit die IT-Infrastruktur der Bundeswehr überwacht. Die Inbetriebnahme geschah im April 2008.
- Zentrale Steuerungsaufgaben durch zwei Betriebskompetenzzentren (BKZ) in Meckenheim und München mit Redundanz beider Standorte.
- Aufbau eines User-Helpdesk-Verbundes an vier Standorten (Hannover, München, Meckenheim, Berlin) im August 2008. Dieser ist über eine zentrale Telefonnummer erreichbar.
- Organisation eines zentralen Auskunft- und Vermittlungsdienstes, der Gespräche innerhalb der Bundeswehr sowie von außen eingehende Anrufe vermittelt.

## Preise und Auszeichnungen
Im Rahmen des Verwaltungskongresses „Effizienter Staat“ wurden Bundeswehr und der BWI-Leistungsverbund im Mai 2011 für das gemeinsame Projekt HERKULES mit dem Innovationspreis Public Private Partnership (PPP) 2011 in der Kategorie „Informationstechnik“ ausgezeichnet. Der Preis wird alljährlich vom Bundesverband Public Private Partnership und dem Behörden Spiegel verliehen.
Am 20. November 2012 wurde die BWI Informationstechnik GmbH im Rahmen des 16. IIR Technology Service Desk Forums in Mainz mit dem Service Desk Award für den Aufbau und Betrieb des User Help Desk (UHD) der Bundeswehr als bester UHD ausgezeichnet.

## Trivia
Laut Siemens IT Solutions and Services wurde 2008 in Manching die mit 45 Jahren älteste Telefonanlage der Bundeswehr ausgetauscht.